# Tarleton Hoffman Bean

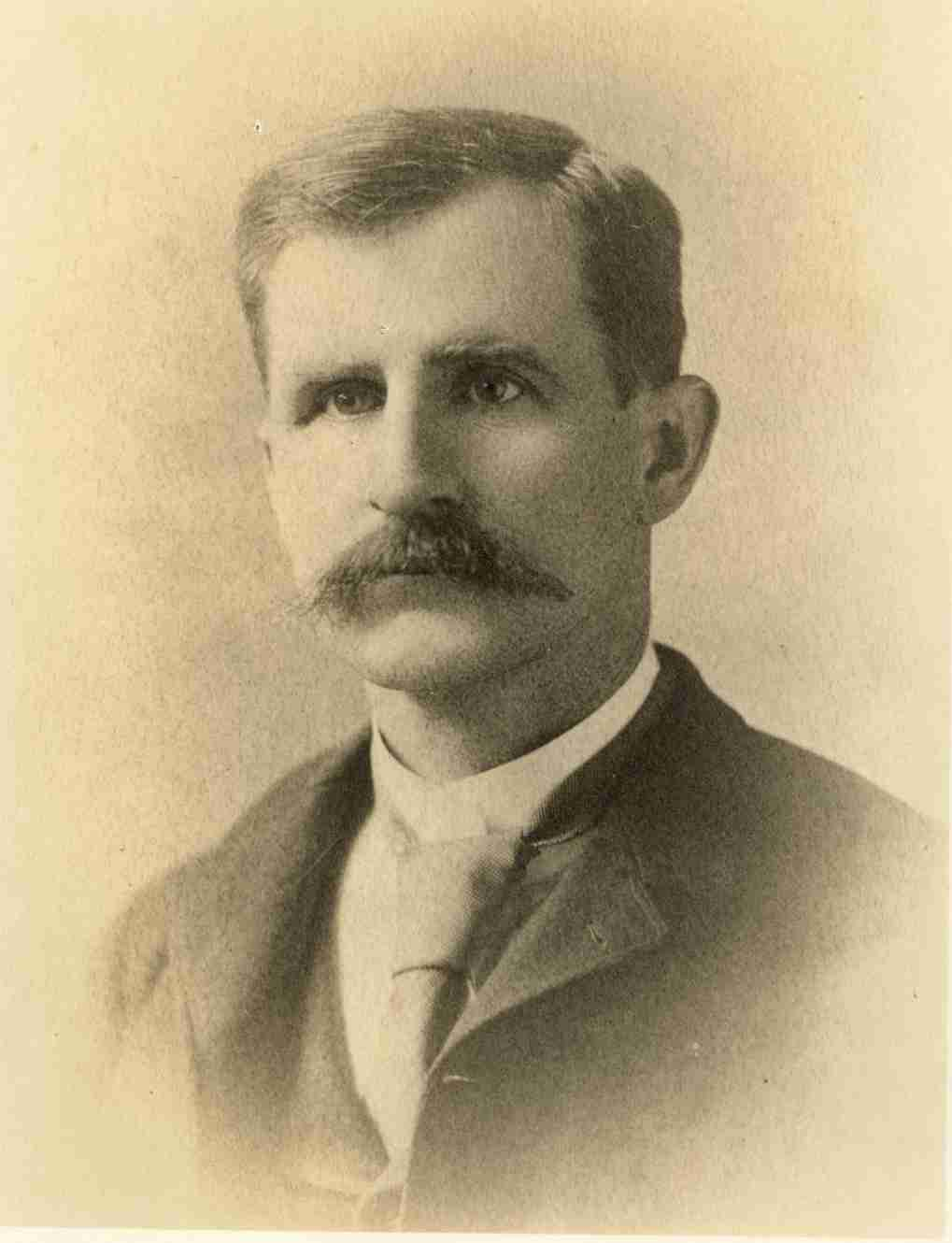
Tarleton Hoffman Bean

Tarleton Hoffman Bean (Bainbridge, Pensilvânia, 1846 — 1916) foi um ictiólogo dos Estados Unidos da América.
Depois de ensinar em uma escola secundária, associou-se a Comissão de Pesca dos Estados Unidos em 1874, enquanto trabalhava na costa de Connecticut. De 1874 a 1876 estudou medicina na Faculdade de Columbia (hoje Universidade George Washington).
Em 1877, entrou para o Museu Nacional dos Estados Unidos, tornando-se curador de peixes em 1879. As suas viagens de campo com a Comissão de Pesca conduziram-no à descoberta e descrição de muitas espécies novas de peixes.
Esteve presente na Exposição Colombo do Mundo, como comissário responsável pela pesca. Também foi comissário em outras exposições, como a Exposição de Atlanta, em 1895; em Paris, em 1900; e na Exposição de Compras da Louisiana, em 1905. 
Publicou muitos trabalhos com o seu colega George Brown Goode, inclusive a monografia Ictiologia Oceânica, em 1896.